# Abdallah IV de Marruecos
Abdallah IV ben Ismaíl (en árabe: عبد الله بن إسماعيل) (* Marrakech, 1694 – †Fez, 1757) fue sultán de Marruecos desde 1745 hasta su muerte, en 1757.

## Biografía
Miembro de la dinastía alauita, era hijo del sultán Ismail, que había gobernado Marruecos entre 1672 y 1727. Su conflictivo reinado estuvo salpicado de continuas rebeliones de las tribus bereberes y de conflictos armados con España.
| Predecesor: Zin al-Abidin | Sultán de Marruecos 1745 - 1757 | Sucesor: Mohammed III |

- Datos: Q2746037
- Multimedia: Abdallah of Morocco / Q2746037